# Hirak Al-Hoceima
De 'Hirak rif (الحراك الشعبي في الريف) is een protestbeweging die sedert 2016 strijdt voor mensenrechten in het noorden van Marokko.
Het protest brak uit na de dood van Mohsin Fikri, een vishandelaar uit Al Hoceima, die geplet werd in een vuiniswagen nadat hij daaruit zijn geconfisqueerde vangst had proberen te redden. De beelden daarvan deden uitgebreid de ronde op de sociale media in Marokko, en deze ontvlamden al bestaande grieven tegen het bewind uit Rabat. Het Rif-gebied, waarvan de inwoners meestens een Berber-achtergrond hebben, voelen zich politiek en economisch achtergesteld ten opzichte van de zich snel ontwikkelende rest van het land. De protesten kregen een woordvoerder, Nasser Zefzafi, wiens arrestatie en veroordeling niet hielpen de gevoelde tegenstellingen op te lossen. De Marokkaanse gemeenschap in Nederland, waarvan veel mensen een achtergrond in het Rif-gebied hebben, reageerde verdeeld op de gebeurtenissen.